# ГЕС Санта-Роса
ГЕС Santa Rosa (Manuel M. Diéguez) — гідроелектростанція у мексиканському штаті Халіско. Знаходячись між ГЕС Juntas (15 МВт, вище по течії) та ГЕС La Yesca, входить до складу каскаду на річці Grande de Santiago, яка дренує найбільше прісноводне озеро країни Чапала та впадає до Тихого океану за 240 км на північний захід від Гвадалахари.
В межах проекту річку перекрили бетонною арковою греблею висотою 114 метрів та товщиною від 2,5 (по гребеню) до 13,5 (по основі) метрів, яка потребувала 93 тис. м3 матеріалу. Вона утримує водосховище з об'ємом 403 млн м3 (корисний об'єм 290 млн м3), при цьому під час повені він може зростати до 420 млн м3.
За сотню метрів праворуч від греблі розташована окрема секція водоскидів, а ліворуч облаштовано підземний машинний зал розмірами 43х17 метрів заввишки 34 метри. Основне обладнання станції становлять дві турбіни типу Френсіс потужністю по 31 МВт, які використовують напір у 71 метр.